# Louvigny (Moselle)
Louvigny település Franciaországban, Moselle megyében. Lakosainak száma 879 fő (2022. január 1.). Louvigny Éply, Raucourt, Cheminot, Goin, Pagny-lès-Goin, Pommérieux, Saint-Jure és Sillegny községekkel határos.

## Népesség
A település népességének változása:
| Lakosok száma | 411  | 677  | 680  | 737  | 873  | 902  | 899  | 880  | 883  | 879  |
|               | 1968 | 1982 | 1990 | 2006 | 2013 | 2015 | 2017 | 2019 | 2020 | 2022 |